# Saül Gómez Soler
Saül Gómez Soler (Ontiñente, Valencia, 1982) es un compositor, director de orquesta y pedagogo musical español, especializado en música sinfónica, música festera y música para medios audiovisuales. Su obra ha sido interpretada en numerosos países y ha recibido diversos premios y reconocimientos tanto a nivel nacional como internacional.

## Biografía
Inició sus estudios musicales en el Conservatorio José Melchor Gomis de Ontinyent. Posteriormente, obtuvo el título de Profesor Superior de Música en Percusión y Composición por el Conservatorio Superior de Música Joaquín Rodrigo de Valencia, con calificación de excelente. También es licenciado en Dirección de Orquesta por el Conservatorio Superior de Música del Liceo de Barcelona, donde estudió bajo la tutela de Antoni Ros Marbà, Salvador Mas, Jordi Mora y Manel Valdivieso. Ha ampliado su formación en dirección de banda en el ISEB de Trento (Italia), con maestros como Jan Cober, Felix Hauswirth, Carlo Pirola y Franco Cesarini.

## Trayectoria profesional
Ha dirigido numerosas formaciones bandísticas en España y Europa, incluyendo ciudades como Salzburgo, Innsbruck, Praga, Berlín y Múnich. Fue director titular de la Joven Banda Sinfónica de la Federación de Sociedades Musicales de la Comunidad Valenciana (FSMCV) en 2018. Actualmente, es director de la CIM La Armónica de Buñol, de la Orquesta Sinfónica Caixa Ontinyent y de otras agrupaciones como la Associació Artístico Musical d’Oliva y la Agrupació Musical Santa Cecília de Castalla. Compagina esta labor con la docencia como profesor de orquesta en el cuerpo de profesores de música y artes escénicas de la Generalitat Valenciana.

## Composición
Su catálogo incluye obras para banda, música de cámara, ballets, espectáculos teatrales y música para danza. Ha recibido encargos de entidades como la Orquesta Sinfónica de RTVE, el Certamen Internacional de Valencia, el Certamen Internacional de Altea y solistas de renombre como José Franch-Ballester, José Chafer o María José Montiel. Entre sus galardones destacan el Premio Euterpe a la mejor composición de música festera por Adalil (2007), el Premio Joan Baptista Basset (2008), y el primer premio en el Concurso de Composición de Música Festera de Muro (2011) con Lament. En 2025, fue ganador del XXIII Concurso de Composición de Música Festera "Villa de Benidorm".

## Música audiovisual
En el ámbito audiovisual, ha sido nominado en tres ocasiones a los Hollywood Music in Media Awards de Los Ángeles y una vez a los premios Jerry Goldsmith. Su música se ha interpretado en países como Canadá, Estados Unidos, Francia, Japón, Alemania, Corea del Sur y Colombia.

## Reconocimientos
Ha sido distinguido con la Mención Honorífica del Ayuntamiento de Ontinyent y es miembro de la Academia de la Música Valenciana, de la Asociación de Compositores COSICOVA y de la Academia de los Grammy de Los Ángeles.